# Big House Blues
Pour les articles homonymes, voir Big, House et Blues (homonymie).
Clip vidéo
[vidéo] « Big House Blues - Duke Ellington Harlem Footwarmers (1930) », sur YouTube
Big House Blues est un standard de jazz - jazz blues, composé par Irving Mills et Duke Ellington, et enregistré en 1930 avec son big band Harlem Footwarmers en disque 78 tours chez Columbia Records de New York,, un des nombreux succès de l'important répertoire de sa carrière,. 

## Histoire
Ce tube de l'Ère du jazz des années 1930 fait partie des premières séries de tubes à succès de Duke Ellington (1899-1974), des débuts de sa longue carrière (avec plus de 1000 compositions en plus de 50 ans de carrière) alors qu'il se produit avec ses orchestres big band et son agent-producteur-compositeur Irving Mills, en vedette de 1927 à 1931 au célèbre Cotton Club de Harlem de Manhattan à New York. 

## Duke Ellington and his Harlem Footwarmers

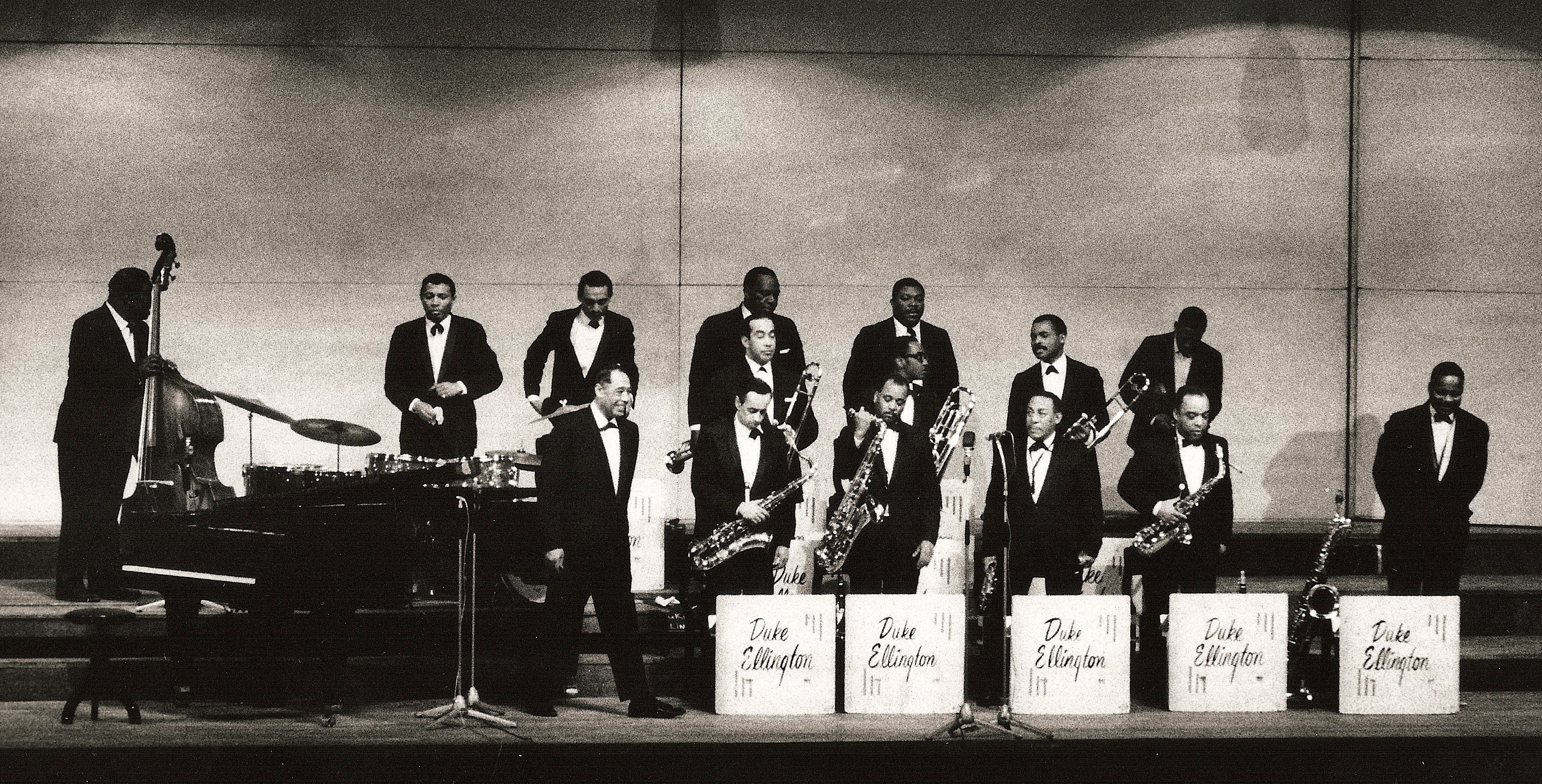
Duke Ellington et son orchestre big band jazz en 1963

- Duke Ellington : piano, chef d'orchestre
- Arthur Whetsol : trompette
- Joe Nanton : trombone
- Barney Bigard : clarinette
- Fred Guy : guitare
- Wellman Braud : contrebasse
- Sonny Greer : batterie

## Single
- Face A : Big House Blues
- Face B : Rocky Mountain Blues